# فادستينا

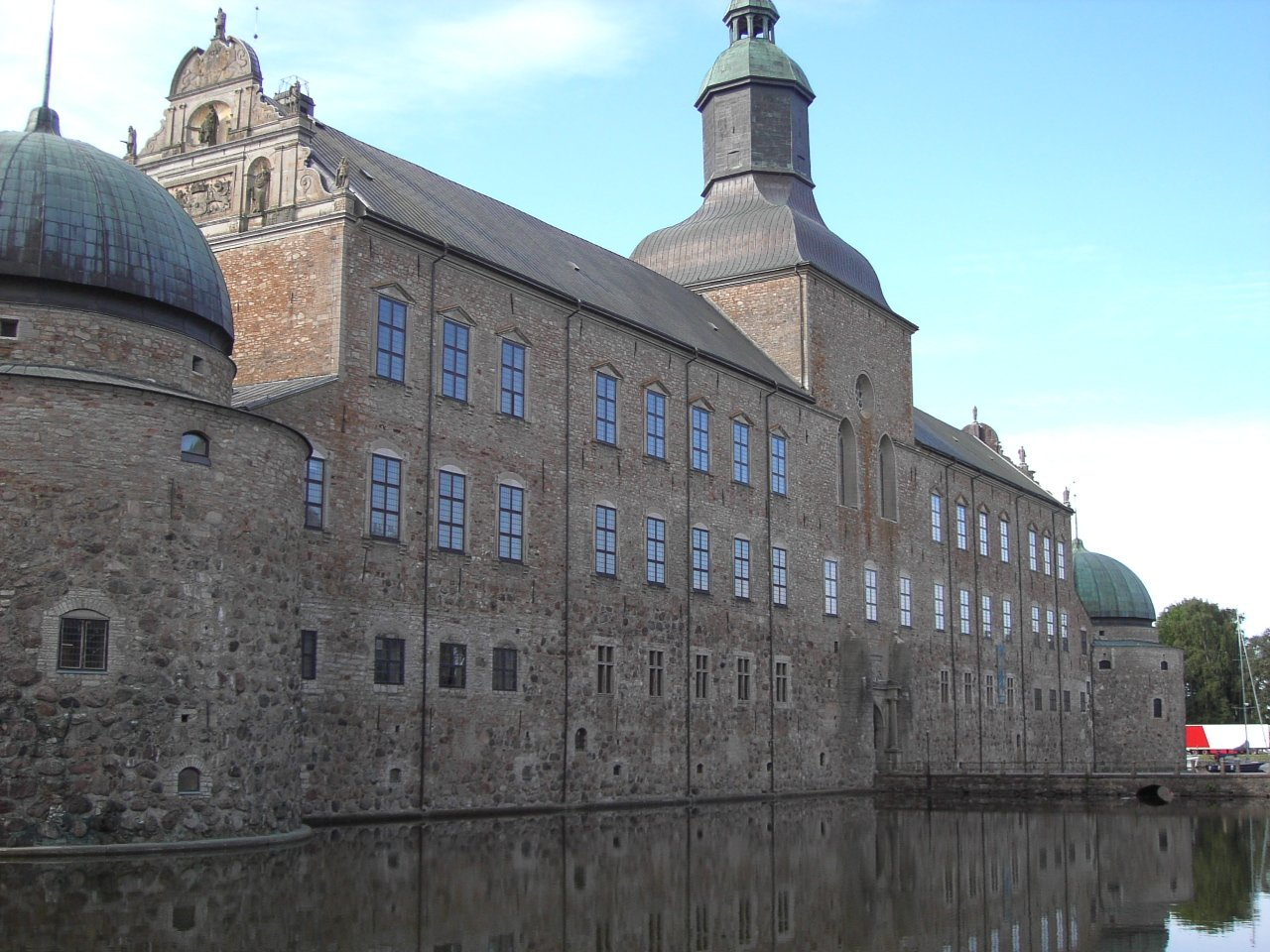
قصر فادستينة

فادستينة (بالسويدية: Vadstena) مدينة صغيرة تقع بجنوب السويد، وهي تعدّ 5.700 نسمة.